# فاروق فهمي الحسيني
فاروق فهمي الحسيني (1929-1981) سياسي و قاضي فلسطيني، ولد في مدينة يافا، وتلقى تعليمة في مدينة غزة ثم حصل على الثانوية العامة من الكلية العربية بالقدس عام 1947، ومن ثم التحق بنفس العام بجامعة القاهرة، وحصل على شهادة الحقوق فيها، حيث أبان العدوان الثلاثي على مصر وقطاع غزة عام 1956 وأعتقل مع مجموعة من الشخصيات الفلسطينية بسبب مواقفه الوطنية.

## حياته
كان فاروق أول وكيل نيابة فلسطيني وعمل في المجال القضائي إلى أن أصبح رئيس الشؤون القانونية في المجلس التشريعي، وعمل كعضو في الاتحاد القومي الفلسطيني الذي أنشاء في قطاع غزة، وساهم أيضاً في تأسيس منظمة التحرير الفلسطينية وعمل مستشاراً قانونياً فيها وكان عضواً في أول لجنة تنفيذية عليا للمنظمة، وعين كذلك مندوباً لها في القاهرة وجامعة الدول العربية عام 1965م.